# Vieille-Église-en-Yvelines
Vieille-Église-en-Yvelines és un municipi francès, situat al departament d'Yvelines i a la regió de Illa de França. L'any 2007 tenia 782 habitants.
Forma part del cantó de Rambouillet, del districte de Rambouillet i de la Comunitat d'aglomeració Rambouillet Territoires.

## Demografia

### Població
El 2007 la població de fet de Vieille-Église-en-Yvelines era de 782 persones. Hi havia 270 famílies, de les quals 46 eren unipersonals (17 homes vivint sols i 29 dones vivint soles), 83 parelles sense fills, 133 parelles amb fills i 8 famílies monoparentals amb fills.
La població ha evolucionat segons el següent gràfic:
Habitants censats

### Habitatges
El 2007 hi havia 300 habitatges, 275 eren l'habitatge principal de la família, 14 eren segones residències i 11 estaven desocupats. 286 eren cases i 13 eren apartaments. Dels 275 habitatges principals, 246 estaven ocupats pels seus propietaris, 24 estaven llogats i ocupats pels llogaters i 5 estaven cedits a títol gratuït; 1 tenia una cambra, 12 en tenien dues, 22 en tenien tres, 34 en tenien quatre i 205 en tenien cinc o més. 233 habitatges disposaven pel capbaix d'una plaça de pàrquing. A 69 habitatges hi havia un automòbil i a 196 n'hi havia dos o més.

### Piràmide de població
La piràmide de població per edats i sexe el 2009 era:
| Homes | Edats   | Dones |
| ----- | ------- | ----- |
| 0     | 95 o +  | 0     |
| 4     | 90 a 94 | 0     |
| 0     | 85 a 89 | 8     |
| 0     | 80 a 84 | 0     |
| 8     | 75 a 79 | 4     |
| 4     | 70 a 74 | 12    |
| 8     | 65 a 69 | 4     |
| 20    | 60 a 64 | 20    |
| 40    | 55 a 59 | 20    |
| 32    | 50 a 54 | 40    |
| 32    | 45 a 49 | 36    |
| 36    | 40 a 44 | 24    |
| 32    | 35 a 39 | 32    |
| 8     | 30 a 34 | 28    |
| 20    | 25 a 29 | 12    |
| 28    | 20 a 24 | 12    |
| 40    | 15 a 19 | 24    |
| 32    | 10 a 14 | 16    |
| 12    | 5 a 9   | 32    |
| 40    | 0 a 4   | 20    |

## Economia
El 2007 la població en edat de treballar era de 549 persones, 388 eren actives i 161 eren inactives. De les 388 persones actives 368 estaven ocupades (198 homes i 170 dones) i 21 estaven aturades (4 homes i 17 dones). De les 161 persones inactives 48 estaven jubilades, 64 estaven estudiant i 49 estaven classificades com a «altres inactius».

### Ingressos
El 2009 a Vieille-Église-en-Yvelines hi havia 266 unitats fiscals que integraven 758 persones, la mediana anual d'ingressos fiscals per persona era de 29.751 €.

### Activitats econòmiques
Dels 31 establiments que hi havia el 2007, 1 era d'una empresa alimentària, 1 d'una empresa de fabricació de material elèctric, 1 d'una empresa de fabricació d'altres productes industrials, 11 d'empreses de construcció, 5 d'empreses de comerç i reparació d'automòbils, 1 d'una empresa d'hostatgeria i restauració, 3 d'empreses d'informació i comunicació, 2 d'empreses financeres, 5 d'empreses de serveis i 1 d'una entitat de l'administració pública.
Dels 11 establiments de servei als particulars que hi havia el 2009, 1 era un taller de reparació d'automòbils i de material agrícola, 1 paleta, 2 guixaires pintors, 3 lampisteries, 3 electricistes i 1 empresa de construcció.
L'any 2000 a Vieille-Église-en-Yvelines hi havia 3 explotacions agrícoles.

## Equipaments sanitaris i escolars
L'únic equipament sanitari que hi havia el 2009 era un psiquiàtric.
El 2009 hi havia una escola elemental.

## Poblacions més properes
El següent diagrama mostra les poblacions més properes.